# Лупинович, Иван Степанович
Иван Степанович Лупинович (бел. Іван Сцяпанавіч Лупіновіч; 11 (23) июня 1900, Шацк, Игуменский уезд, Минская губерния, Российская империя — 9 октября 1968, Минск, Белорусская ССР, СССР) — советский почвовед и агрохимик. Действительный член Академии наук Белорусской ССР, и. о. президента Академии наук Белорусской ССР (1951—1952).

## Биография
Родился в семье крестьянина-бедняка. В 1918 г. окончил учительскую семинарию и поступил на культурно-техническое отделение Минского политехнического училища. В 1920-1922 гг. студент Белорусского государственного политехнического института. С момента его реорганизации в 1922-1925 гг. студент Белорусского государственного института сельского и лесного хозяйства. Был в числе первых его выпускников в июне 1925 года. Уже в качестве агронома-почвоведа и сотрудника института участвовал в экспедиции по обследованию почв Белорусского Полесья под руководством профессора В.Г. Касаткина.
С 1926 по 1932 гг. работал помощником руководителя Вятской почвенно-ботанической экспедиции Московского почвенного института. С 1932 по 1934 гг.  руководил почвенными экспедициями Всесоюзного института удобрения и агропочвоведения ВАСХНИЛ.
С 1934 г. заведующий кафедрой Белорусского сельскохозяйственного института, с 1938 г. руководитель группы, начальник экспедиции, ученый секретарь Совета по изучению производительных сил АН СССР. В 1947—1956 гг. вице-президент АН БССР, в 1951—1952 гг. исполняющий обязанности президента АН БССР. В 1957—1961 гг. президент Академии сельскохозяйственных наук БССР, одновременно с 1950 г. заведующий кафедрой почвоведения Белорусского государственного университета. При ней в 1962 г. создал научно-исследовательскую лабораторию почвенной био-геохимии, где организовал экспериментальные исследования микроэлементного состава почв и почвообразующих пород, в тематической связи с большим набором сельскохозяйственных культур.
Доктор сельскохозяйственных наук (1944), профессор (1953). Действительный член Академии наук БССР (1947).
Депутат Верховного Совета Белорусской ССР (1953—1961).
Работы в области почвоведения и земледелия. Разработал методику комплексного природно-исторического районирования территории СССР для сельскохозяйственного использования и составил карта. Изучал генезис, физико-исторические и биологические свойства заболоченных и торфяно-болотных почв и путей повышения их плодородия; исследовал агро- и биохимические свойства почв и почвенное питание растений.
Опубликовал свыше 120 научных работ, в том числе 3 монографии. Под его научным руководством защищено более чем 50 кандидатских и 7 докторских диссертаций.
В 1970 г. его именем была названа Белорусская сельскохозяйственная библиотека.

## Научные труды
- «Естественноисторическое районирование СССР». М.; Л., 1947 (совм. с С. Г. Струмиловым).
- «Торфяно-болотные почвы БССР и их плодородие». 2 изд. Мн., 1958 (совм. с Т. Ф. Голуб).
- «Микроэлементы в почвах БССР и эффективность микроудобрение». Мн., 1970 (в соавт.).

## Награды и звания
Награжден орденами Ленина (1951), Трудового Красного Знамени (1949, 1960), Красной Звезды (1945), «Знак Почета», медалями. Заслуженный деятель науки Белорусской ССР (1951).

## Память
- Имя И. С. Лупиновича носит Белорусская сельскохозяйственная библиотека[2]